# 内野洋次郎
内野洋次郎（うちの ようじろう）は、日本の財務官僚、ニューヨーク州弁護士。

## 人物・来歴
私立武蔵高校、東京大学法学部卒業。1992年 大蔵省に入省（銀行局総務課）。1994年6月 ミシガン大学へ留学。1998年7月 国税庁徴収部徴収課長補佐。2006年7月主計局主計官補佐（防衛第一係主査）。 2014年7月9日 主計局総務課主計企画官（調整担当）。2015年7月9日 主計局給与共済課長。2016年6月22日 主計局主計官（防衛担当）。2019年7月9日 大臣官房付兼英国王立国際問題研究所。2021年7月16日 大臣官房審議官（国際局担当）。2023年7月4日 大臣官房参事官（関税局担当）兼大臣官房審議官（関税局担当）。弁護士の内野経一郎は父、中野区議会議員の内野大三郎は実弟。

## 政策
防衛担当の主計官時代には、「現在、我が国を取り巻く安全保障環境は、極めて早いスピードで変化し、特に、国際社会のパワーバランスの変化は加速化・複雑化し、既存の秩序をめぐる不確実性は増大している。また、宇宙・サイバー・電磁波といった新たな領域の利用の急速な拡大は、これまでの国家の安全保障の在り方を根本から変えようとしている。こうした中でも、我が国に対する脅威が実現し、国民の命と平和な暮らしを脅かすことを防ぐためには、安全保障の現実に正面から向き合い、従来の延長線上ではない真に実効的な防衛力を構築するため、従来とは抜本的に異なる速度で変革を図っていく必要がある」として、防衛計画の大綱（通称：30大綱）の見直し及び中期防衛力整備計画 (2019) （通称：31中期防）の策定に従事した。
YouTubeチャンネル「チャンネルくらら」中の企画「山村明義のウワサの深層」において、ジャーナリストの山村明義から「防衛予算はこの男にかかっている」「超保守派主計官」と評された。
国際局担当の審議官として、外為法を所管する立場から、ロシアへの金融制裁等に従事し「我が国として、ロシアによるウクライナ侵略は、国際秩序の根幹を揺るがす行為であり、断じて許容できないとして厳しく非難いたしますとともに、Ｇ７を始めとする国際社会と一致団結いたしまして、ロシアに圧力をかけるよう、しっかりと訴えてまいる」と国会で答弁している。

## 略歴
- 1992年4月：大蔵省に入省（銀行局総務課）[2]。
- 1993年5月：銀行局保険部保険第一課。
- 1994年6月：留学（ミシガン大学）。
- 1996年7月：文部省教育助成局教職員課。
- 1998年7月：国税庁徴収部徴収課長補佐。
- 1999年7月：名古屋国税局総務部総務課長。
- 2001年7月：金融庁監督局保険課長補佐。
- 2003年7月：財務省主税局税制第一課長補佐（資産税）[5]。
- 2005年7月：主計局法規課長補佐。
- 2006年7月：主計局主計官補佐（防衛第一係主査）。
- 2007年：徳島県商工労働部長。
- 2010年3月：大臣官房秘書課長補佐。
- 2010年7月：大臣官房企画官 兼 内閣府行政刷新会議事務局企画官 兼 内閣官房副長官補付企画官 兼 内閣官房行政改革実行本部事務局企画官。
- 2012年7月13日：理財局国有財産企画課政府出資室長。
- 2014年7月9日：主計局総務課主計企画官（調整担当）。
- 2015年7月9日：主計局給与共済課長。
- 2016年6月22日：主計局主計官（防衛担当）。
- 2019年7月9日：大臣官房付 兼 英国王立国際問題研究所。
- 2021年7月16日：大臣官房審議官（国際局担当） 兼 内閣官房FATF勧告関係法整備検討室次長。
- 2023年7月4日：大臣官房参事官（関税局担当） 兼 大臣官房審議官（関税局担当）。